# Хауттюйния
Хауттюйния, или Гуттуиния (лат. Houttuynia) — монотипный род травянистых растений семейства Савруровые (Saururaceae). Включает единственный вид — Хауттюйния сердцевидная (Houttuynia cordata).
Род назван в честь голландского ботаника Мартена Хауттёйна.

## Описание
Многолетние травянистые растения, 20—30 см высотой. Корневище вертикальное, ползучее, укореняющееся в узлах. Стебли приподнимающиеся, прямостоячие или слабо извилистые, бороздчатые, голые. Листья простые, цельные, черешковые, очередные, широкояйцевидные, яйцевидно-ланцетные или треугольно-яйцевидные, остроконечные, основание глубокосердцевидное; черешки короче листьев, бороздчатые, цельные, продолговатые, тупые.
Цветки обоеполые, без околоцветника; собраны в густое, колосовидное соцветие, 10—30 мм длиной, при основании которого 4 крупных, овально-продолговатых, беловатых, лепестковидных прицветника, образующих венчиковидное покрывало. Тычинок 3; пыльники овальные, двойные, жёлтые, продольно вскрывающиеся, интрорзные. Гинецей паракарпный из 3—4 плодолистиков; столбиков столько же, свободных, прямостоящих; рыльце низбегающее. Завязь одногнёздная. Плод — мясистая, кругловатая, многосемянная коробочка. Семена округлые, многочисленные.
Характерна апогаметия. Цветение в мае—июне.

## Распространение
Встречается в Азии от Гималаев до Японского архипелага, островов Рюкю, Тайвань и Ява.

## Использование
Используют в качестве декоративного, пищевого, эфиромасличного, лекарственного растения.
Были попытки использовать ее для лечения коронавирусной инфекции, в частности SARS

## Синонимы вида
- Houttuynia cordata var. plena Makino (1929)
- Houttuynia cordata f. polypetaloidea T.Yamaz. (1986)
- Houttuynia cordata var. variegata Makino (1929)
- Houttuynia cordata f. viridis J.Ohara (1985)
- Houttuynia emeiensis Z.Y.Zhu & S.L.Zhang (2001)
- Houttuynia foetida G.Don (1830)